# M. Badaga, Madikeri
M. Badaga là một làng thuộc tehsil Madikeri, huyện Kodagu, bang Karnataka, Ấn Độ.